# Pailitas
Pailitas est une municipalité située dans le département de Cesar, en Colombie.